# Hachan
Hachan település Franciaországban, Hautes-Pyrénées megyében. Lakosainak száma 46 fő (2022. január 1.). Hachan Puntous, Betpouy és Campuzan községekkel határos.

## Népesség
A település népességének változása:
| Lakosok száma | 40   | 40   | 42   | 43   | 44   | 44   | 45   | 45   | 46   |
|               | 2013 | 2015 | 2016 | 2017 | 2018 | 2019 | 2020 | 2021 | 2022 |